# Mesochorus provocator
Mesochorus provocator är en stekelart som beskrevs av Aubert 1965. Mesochorus provocator ingår i släktet Mesochorus och familjen brokparasitsteklar. Inga underarter finns listade i Catalogue of Life.